# Faton Toski
Faton Toski (eigentlich Faton Toska, * 17. Februar 1987 in Gjilan, Jugoslawien, heute Kosovo) ist ein ehemaliger deutsch-kosovarischer Fußballspieler. Seine bevorzugte Position war das offensive Mittelfeld.

## Verein
Toski spielte in der Jugend für TuS Makkabi Frankfurt und Eintracht Frankfurt, wo er ab der Saison 2006/07 zum Profikader gehörte. Am 12. Mai 2007 debütierte er in der Bundesliga, als er beim Spiel gegen Werder Bremen eingewechselt wurde. Sein erstes Bundesligator schoss er am 8. Dezember 2007 zum zwischenzeitlichen 1:0 gegen den FC Schalke 04. Die meiste Zeit spielte er für die Oberligamannschaft der Frankfurter, ab der Rückrunde der Saison 2007/08 kam er aber auch regelmäßig in der ersten Mannschaft zum Einsatz. Am 25. Januar 2008 verlängerte Toski seinen bis 2009 laufenden Kontrakt vorzeitig bis zum 30. Juni 2011. Zur Saison 2010/11 wechselte er zum Bundesligaabsteiger VfL Bochum, wo er einen Einjahresvertrag unterschrieb. Mit Bochum erreichte er in dieser Saison den dritten Tabellenplatz, scheiterte jedoch in der Relegation zur Bundesliga an Borussia Mönchengladbach. Nach Saisonende wurde sein Vertrag um zwei weitere Jahre verlängert. Nach einer Zeit der Vereinslosigkeit wurde er am 21. Januar 2014 nach einem erfolgreichen Probetraining vom FSV Frankfurt verpflichtet. Im August 2016 schloss er sich KF Laçi in Albanien an, bei dem er bis Jahresende blieb und anschließend seine Karriere beendete.

## Nationalmannschaft
Toski debütierte am 14. September 2005 beim Spiel gegen Portugal in der deutschen U19-Nationalmannschaft. Im Laufe der Saison 2005/06 kamen noch vier weitere Einsätze hinzu, jedoch konnte er sich nicht mit der Mannschaft für die U19-Europameisterschaft 2006 qualifizieren.
Am 5. März 2014 debütierte Toski bei einem inoffiziellen Testspiel in der Auswahl des Kosovo. Im Mai 2014 folgten zwei weitere Freundschaftsspieleinsätze gegen die Türkei und den Senegal.

## Name
Sein Familienname ist eigentlich „Toska“. Vor seinem Wechsel zum VfL Bochum wollte er wissen, ob die Möglichkeit bestehe, den Namen auf dem Trikot zu ändern. Dies war jedoch nicht möglich, da der Name mit dem Eintrag auf dem Pass identisch sein muss.